# 1848–49-es honvédsereg

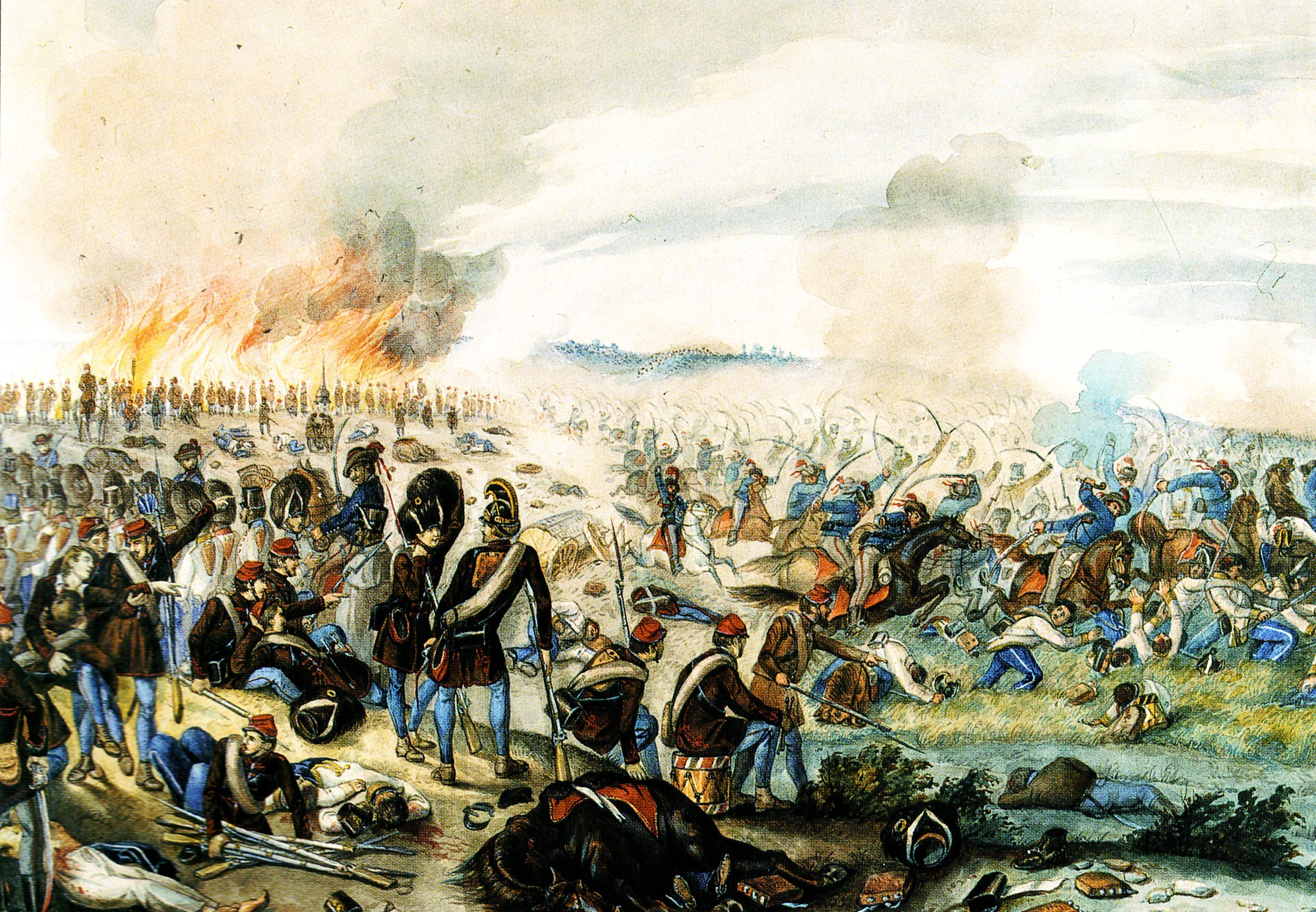
Than Mór: A nagysallói ütközet. 1849. április 19-én Nagysallónál verte meg Damjanich a Nyitra vonalát védő Ludwig von Wohlgemuth altábornagy csapatait.

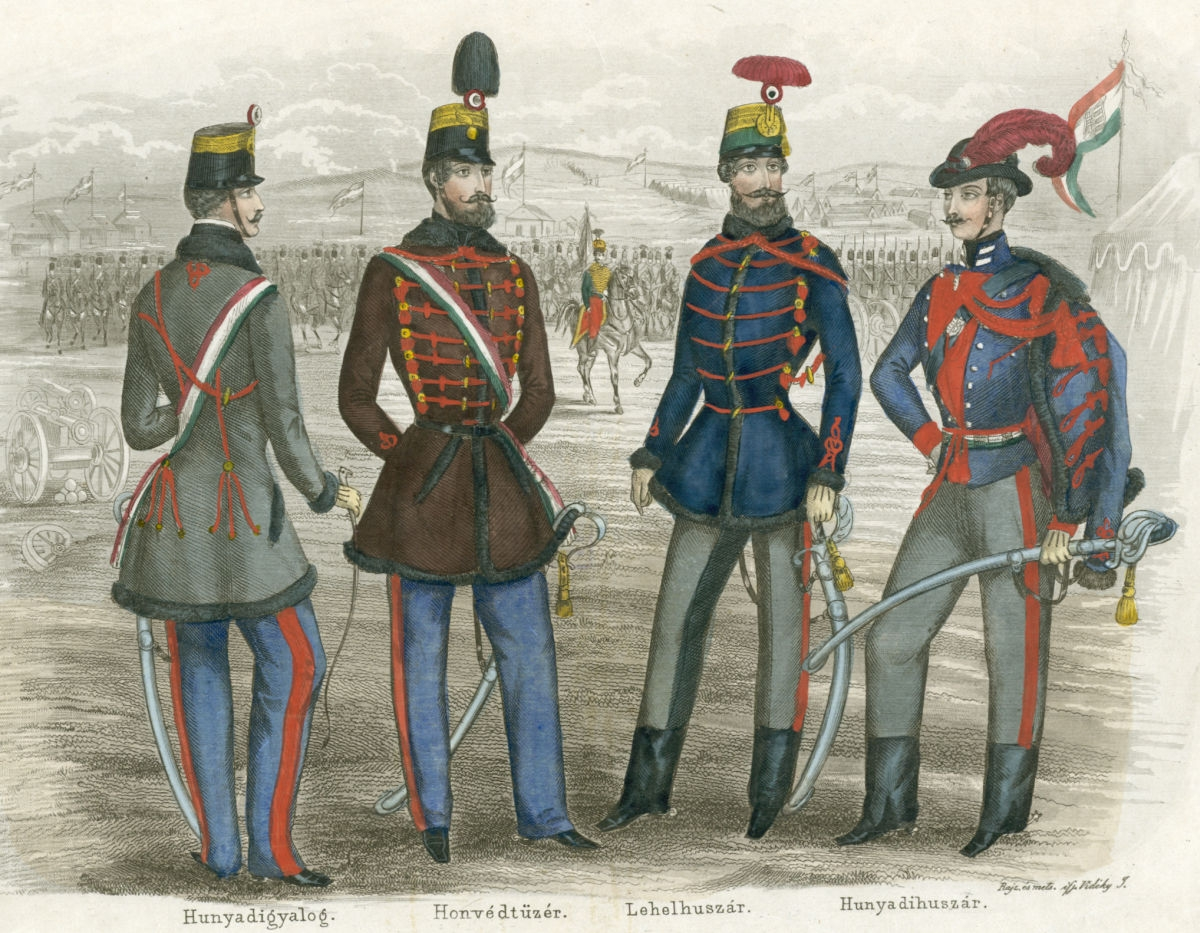
Egyenruharajzok a szabadságharcból

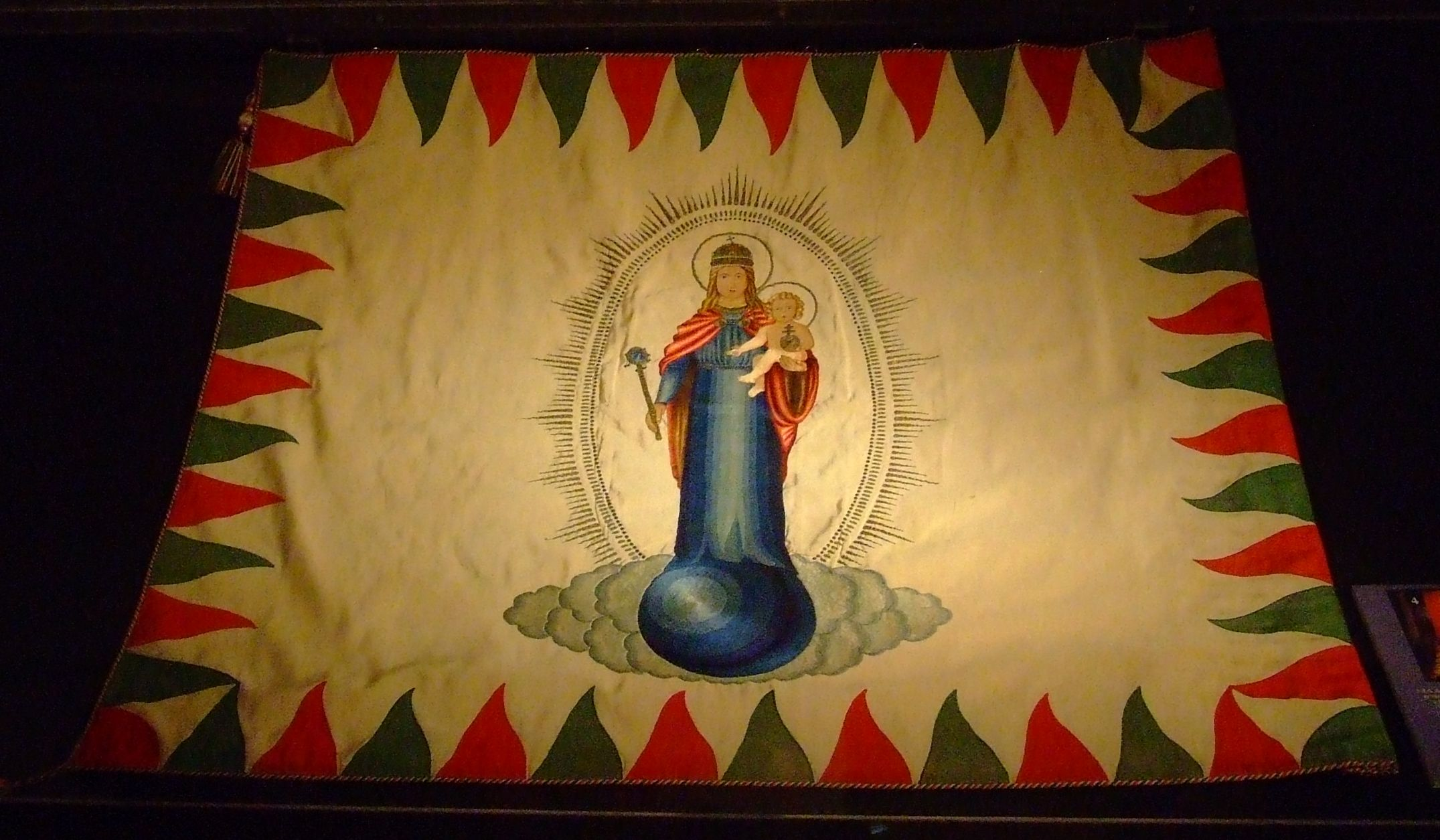
Honvéd farkasfogas magyar hadizászló a szabadságharcból, mely a Szűz Máriát és Kisjézust a királyi jelvényekkel ábrázolja, lábuk alatt a Földgolyóval.

Az 1848–49-es magyar honvédsereg az 1848–49-es forradalom és szabadságharc egyik legnagyobb eredménye volt. Megalakulása előtt még tervben sem létezett, néhány hónap alatt azonban egy ütőképes, valódi hadsereg állt fel. Kezdetben gondokat okozott a nagyon vegyes csapatok irányítása, de az egységesítést, kiképzést, hadszervezést a magyar fél harcok közepette is véghez tudta vinni, kevesebb mint egy év alatt. Eleinte a cs.-kir. hadseregből örökölt alakulatokra lehetett számítani, majd később megalakult a nemzetőrség és sor került honvédek toborzására is. A honvédsereg közkatonáinak mintegy 40%-a az ország etnikai kisebbségeiből állt. A magyar honvédsereg tisztjeinek és tábornokainak mintegy fele külföldi származású volt. A Habsburg császári hadseregben legalább annyi magyar nemzetiségű hivatásos tiszt volt, mint a magyar honvédseregben.

## Történeti és jogi áttekintés
Az ország a Habsburg Birodalomban katonailag sem volt önálló, a magyar országrészről származó katonák is az egységes cs.-kir. hadsereg kötelékeiben szolgáltak. A rendi országgyűlések mindössze a hadiadó megszavazásával befolyásolhatták a katonai ügyeket; az újoncok, illetve a hadiadó felhasználásába nem szólhattak bele. A kiegészítő jogkörű, elvileg független kormányszervek:
- a helytartótanács,
- a kancellária és
- a kamara

szerepe minimálisra szűkült (a helytartótanács a katonaság ellátását és elhelyezését, valamint az újoncok kiállítását intézte, a kancellária a katonai kinevezéseket adminisztrálta, a kamara a hadiadót szedte be). Az érdemi döntéseket Bécsben hozták. A birodalom központi hadügyi kormányszerve az ott székelő Udvari Haditanács (Hofkriegsrat) volt, ennek regionálisan rendelték alá a főhadparancsnokságokat Generalkommando. Ezek nem integrálódtak a magyar feudális államszervezetbe, a magyar kormányszervektől szervezetileg és politikailag is függetlenek maradtak.
Az ország hadügyi önállósága fokozatosan valósult meg: először egy félig tisztázott, és ennek megfelelően korlátozottan alkalmazható törvény született a cs. kir. hadsereg „magyar” részeinek minisztériumi kontrolljáról, később egy korlátozott szervezeti szintű és harcértékű nemzeti őrsereg felállításáról, majd önálló hadseregünk első tíz honvédzászlóaljának toborzásáról.
Bár az 1790. évi 10. törvénycikk deklarálta az ország alkotmányos, önálló állami létét, ennek a katonailag semmi nem következett bő fél évszázadig. Jogi és gyakorlati fordulatot az 1848-as év hozott: az ez évi 3. törvénycikk 6. §-a kimondja, hogy „mindazon tárgyakban, melyek eddig a m[agyar] k[irályi] udvari kancelláriának, a k[irályi] helytartótanácsnak s a k[irályi] kincstárnak (…) köréhez tartoztak vagy tartozniok kellett volna, s általában minden polgári, egyházi, kincstári, katonai és általában minden honvédelmi tárgyakban Őfelsége a végrehajtó hatalmat ezentúl kizárólag csak a magyar minisztérium által fogja gyakorolni”. A 8. § szerint „a magyar hadseregnek az ország határain kívüli alkalmazását, nemkülönben a katonai hivatalokrai kinevezéseket” az uralkodó „személye körüli leendő felelős magyar [külügy]miniszter ellenjegyzése mellett” fogja elhatározni. A 14. § magában foglalja a felelős magyar minisztérium jogát egy honvédelmi osztály létrehozására is.
Az első két idézett rendelkezés részlegesen, fennakadásokkal vagy sehogy sem valósult meg, de a 14. § jogalapot teremtett egy önálló magyar hadsereg létrehozására. A törvény ugyan nem rendelkezett az Udvari Haditanács és az örökébe lépő cs. kir. és magyar hadügyminisztérium, valamint a magyar kormány és a főhadparancsnokságok viszonyáról, és azt sem rögzítette, hogy magyarországi katonaságnak a Magyarországon állomásozó vagy az itt kiállított ezredeket tekinti-e, mégis rendkívül fontos volt a lojalitás látszatának megőrzése szempontjából. A besorolási probléma abból adódott, hogy Magyarországon zömmel a birodalom más részeiben toborzott alakulatok voltak, a magyar nemzetiségű csapatok többsége pedig külföldön állomásozott.
Az uralkodó 1848. április 7-én változatlan formában hagyta jóvá az április 3-án elkészült törvényjavaslatot a nemzetőrség megalakításáról; ez lett az év 22. törvénycikke. A törvény pontosan szabályozta a nemzetőrség működését és szervezeti kereteit, valamint viszonyát a reguláris katonasághoz. A törvény egyik paragrafusa kitért azokra is, akik a vagyoni helyzete nem tette lehetővé a nemzetőrségben szolgáljanak: ők felvételt nyerhettek, ha „érdekeltek voltak az alkotmányos rend fenntartásában”. Az első tíz honvédzászlóalj toborzását lényegében ennek alapján kezdték meg.

## Csapatok

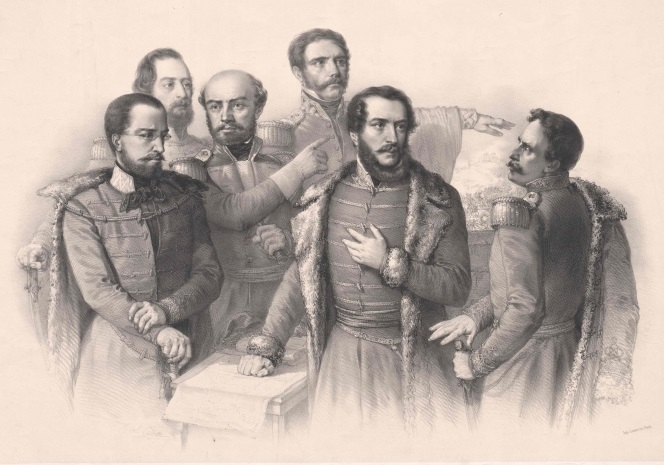
Magyarország utolsó támaszai – a rézmetszet Párizsban jelent meg 1849-ben, balról jobbra haladva Görgei Artúr, Perczel Mór, Bem József, Henryk Dembiński, Kossuth Lajos és Aulich Lajos

### Nemzetőrség
1848. március 15-én a pesti forradalom 12 pontjának egyikében nemzeti őrsereget követelt. Ez az intézmény a polgári forradalmak jellegzetes vívmánya volt, találkozhatunk vele a francia forradalomban 1789-ben, vagy az amerikai függetlenségi háborúban. A magyar nemzetőrség megalakítása azért volt különösen fontos, mert ebben ismerkedhetett meg a férfi lakosság egy jelentős része a fegyverforgatás alapjaival ás az ebben a sajátos „proto-hadseregben” uralkodó félkatonai szabályrendszerrel.

#### A nemzetőri intézmény
A nemzetőri szolgálatot minden 20 és 50 év közötti életkorú, városokban vagy rendezett tanácsú községekben 200 forint értékű házzal vagy földdel, egyéb községekben ½ jobbágytelekkel vagy azzal megegyező nagyságú földdel, illetve évi 100 pengő tiszta jövedelemmel rendelkező férfira kiterjesztették. Lovas vagy gyalogos szolgálat közül lehetett választani, de ha valaki nem lett lovas, annak mindenképpen gyalogosként kellett szolgálnia. Batthyány Lajos 1848. április 20. körül hozta létre a nemzetőrség vezérlésének legfelsőbb szervét, az Országos Nemzetőrségi Haditanácsot. Batthyány többszöri is kijelentette, hogy a Haditanácsot a miniszterelnöki hivatal kiegészítő részének tekinti. A nemzetőrség irányítói Batthyányi után Nádosy Sándor ezredes, majd a Haditanács hadügyminisztériumba olvasztása után Mészáros Lázár hadügyminiszter, azt követően 1849 májusától Szemere Bertalan belügyminiszter és miniszterelnök voltak. A hadügyminisztérium és a katonai hatóságok csakis a tábori szolgálatra mozgósított nemzetőrséggel rendelkeztek.

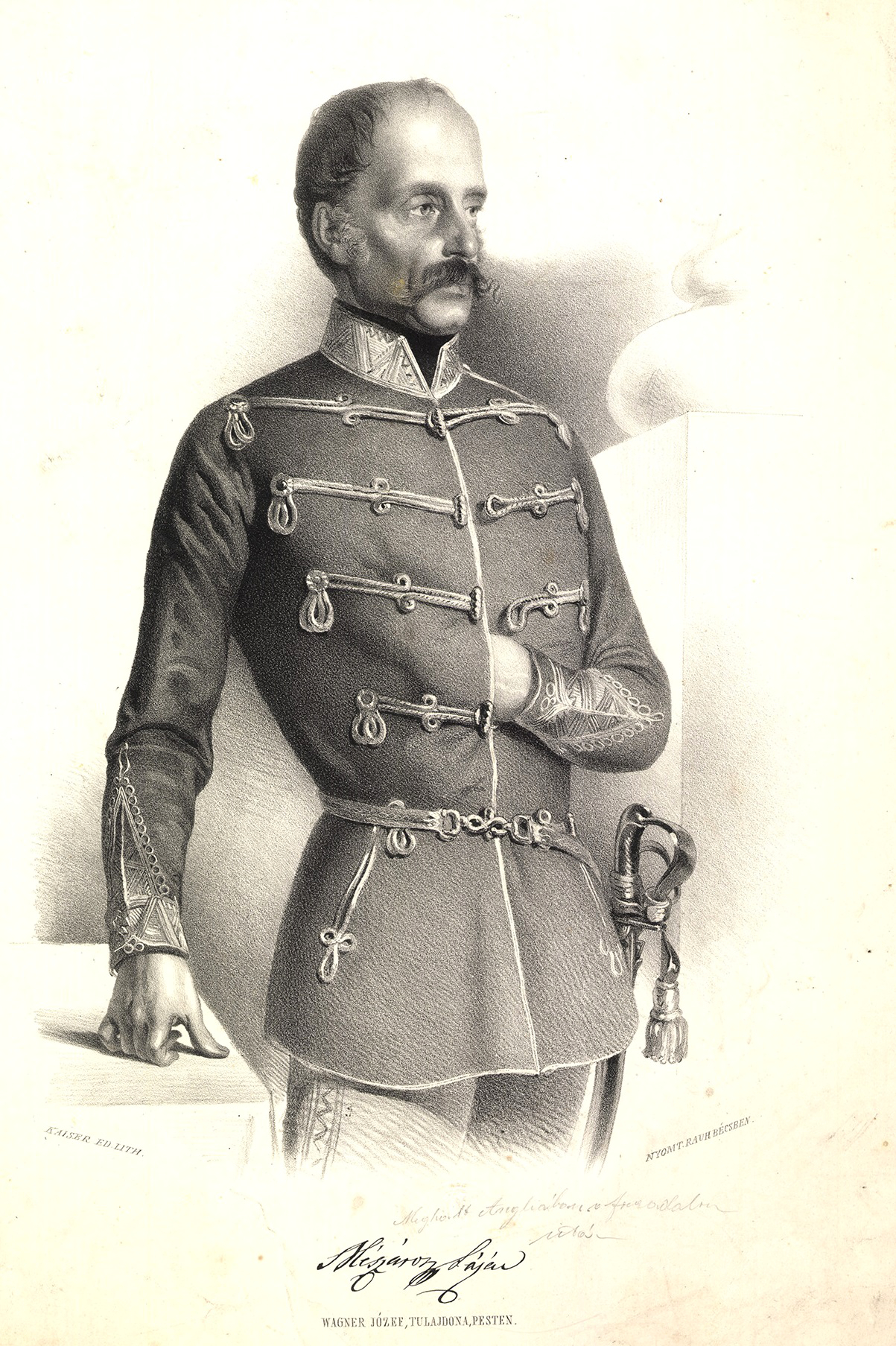
Mészáros Lázár honvéd altábornagy, hadügyminiszter, a magyar honvédsereg megszervezője

A reguláris alakulatokhoz hasonlóan a nemzetőrség hadszervezeti alapegysége is a zászlóalj volt. Egy városban általában egy, egy megyében egy-négy zászlóaljat szerveztek. A zászlóaljak alapegységei a századok, a századok alapegységei a szakaszok voltak. Még Erdély, a katonai határőrvidék és Horvátország nélkül is 350–380 ezer nemzetőrt írtak össze, ebből elenyésző számú, mindössze 6000 nemzetőr volt lovas. Noha tüzérségről a törvény nem rendelkezett, az alakulatok igyekeztek ágyúhoz jutni, de mindössze Aradon tudunk egy tüzéralakulatról. A tisztjeiket századosig maguk választhatták, kiképzésüket a nyugalmazott cs. kir. tisztekre bízták. A törvények elvben lehetővé tették, hogy a nemzetőr alakulatokat hatáskörükön túl vessék be, de ez a törvény meghozásakor elég valószínűtlennek tűnt. A délvidéki szerb lázadás és vérengzés viszont hamarosan elgondolkodtatta a vezetőket, hogy a nemzetőrséget mennyire lehet katonai célokra alkalmazni. A déli határokon fegyverkező horvátok és lázadó szerbek ellen váltásokban tömegével vezényeltek nemzetőröket, a váltások ideje 4-8 hét között változott. A nemzetőr alakulatok azonban gyakran kudarcot vallottak, mert mire beleszoktak volna a szolgálatba, térhettek is haza.

#### Az önkéntes mozgó nemzetőrség
Mivel a nemzetőrség nem váltotta be a hozzá fűzött reményeket, Batthyány augusztus 13-án rendeletben fordult a törvényhatóságokhoz, és utasította őket „egy nemzetőrökből álló hadi erő” teremtésére, önkéntes alapon. Ezeket a módosításokat nyilvánvalóan szükségessé tette a nemzetőrség korábbi mozgósításának számos keserű tapasztalata a felfegyverzés és kiképzés hiányosságaitól egészen a rossz harctéri eredményekig. A rendelet értelmében az önkénteseket össze kell gyűjteni, századokba kell szervezni, és be katonaszolgált személyekkel kell gyakoroltatni. A honvédekkel megegyező fizetést fognak kapni, azok rendszabályai rájuk is érvényesek. A nemzetőrség korábbi kereteit megszüntették, a rájuk vonatkozó rendeleteket semmisnek tekintették, kivéve az éppen folyamatban lévő és a még augusztusban érvénybe lépő rendeleteket. Mindazonáltal a rendeletben szereplő kitételek miatt egyértelművé vált, hogy az új nemzetőrséget nem fogják egyből a drávai vagy a bácsi védvonalra vezényelni.
Batthyány újabb, augusztus 27-i rendelete a mozgó nemzetőrség egységeit négy kerületi táborba vonta össze: A dunántúli nemzetőrség összpontosítási helye Pápa, a Dunán innenié Vác, a Tiszán innenié Szolnok, a tiszántúlié Arad. Szolnokra és Vácra vasútvonal vezetett és a szolnoki csapatokat bármikor Szeged védelmére lehetett indítani a Tiszán, vagy a váciakat pedig Komáromhoz vagy az Al-Dunához. A pápai tábor ugyanannyira volt Komáromtól, Székesfehérvártól és Keszthelytől. Az aradi tábor kijelölésekor számítottak a vár használatba vételére is.
A négy tábor parancsnokainak honvéd (azaz nem nemzetőr!) őrnagy rangban Kosztolányi Mórt (Pápa), Görgei Artúrt (Szolnok), Ivánka Imrét (Vác) és Máriássy Jánost (Arad) nevezték ki.
Az önkéntesek eltérő számban vonultak a zászlók alá. Kosztolányi és Ivánka hamarosan 4-4 zászlóaljnyi, azaz 3500–4000 fős sereggel vonult a dunántúli magyar csapatokhoz, míg Görgei és Máriássy egy-egy zászlóaljat tudott szervezni. Egyes kerületek azonban 5–6000 önkéntest is adtak, és nagy részük a háború végéig szolgált. Kosztolányi és Ivánka csapataiból később 3-3 honvédzászlóalj lett (18., 46., 70. és 62., 66. valamint a 71.), Görgeiéből és Máriássyéból egy-egy (a 48. és a 72.). Más nemzetőr alakulatokat is fokozatosan beolvasztottak a honvédségbe, így a pestiekből a 14., a zalaiakból a 47., a baranyaiakból az 51., a somogyiakból a 60. és a szatmáriakból a 88. honvédzászlóalj lett.

### Honvédség

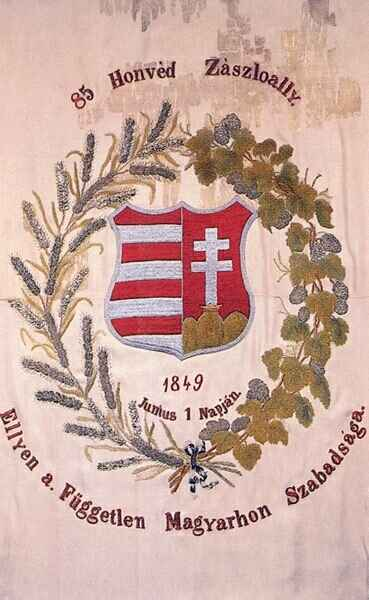
A 85 honvédzászlóalj zászlaja.jpg

#### Története
A magyarországi helyzet elmérgesedésére hivatkozva a Batthyány-kormány már 1848. április 12-én elrendelte, hogy a hadügyminisztériumnál kérvényezzék „egypár magyar ajkú ezrednek Galíciábóli beszállítását”, ez azonban igencsak lassan haladt, noha V. Ferdinánd király tett néhány kedvező lépést ez ügyben. További sürgetést kívánt eszközölni a témában az április 16-i, 20-i és 24-i minisztertanács, egyre bővebben kifejtve a magyar alakulatok hazavezénylésének szükségességét. Április 24-én már szóba került egy olyan alternatíva is, hogy ha a cs. kir. szolgálatban álló ezredek magyar nem térhetnek haza, akkor a kormányzat gondoskodik egy önálló haderőről; erre István nádor külön figyelmeztette az uralkodót és rajta keresztül az osztrák kormányt.
Április 24-én kitört egy lázadás Nagykikindán. Bár ennek volt némi szerb nemzeti jellege is, de inkább a társadalmi elégedetlenség nyilvánult meg kiszabadított köztörvényesek garázdálkodásával. Ennek hatására a magyar kormány az osztrák fél válasza előtt, már április 26-án elhatározta az önkéntes őrsereg felállítását. A költségvetésben 10 000 ember és tíz zászlóalj szerepelt, a teendőkkel a hadügyeket is irányító Batthyányit és az akkor pénzügyminiszter Kossuthot bízták meg.

#### Toborzástól a tűzkeresztségig

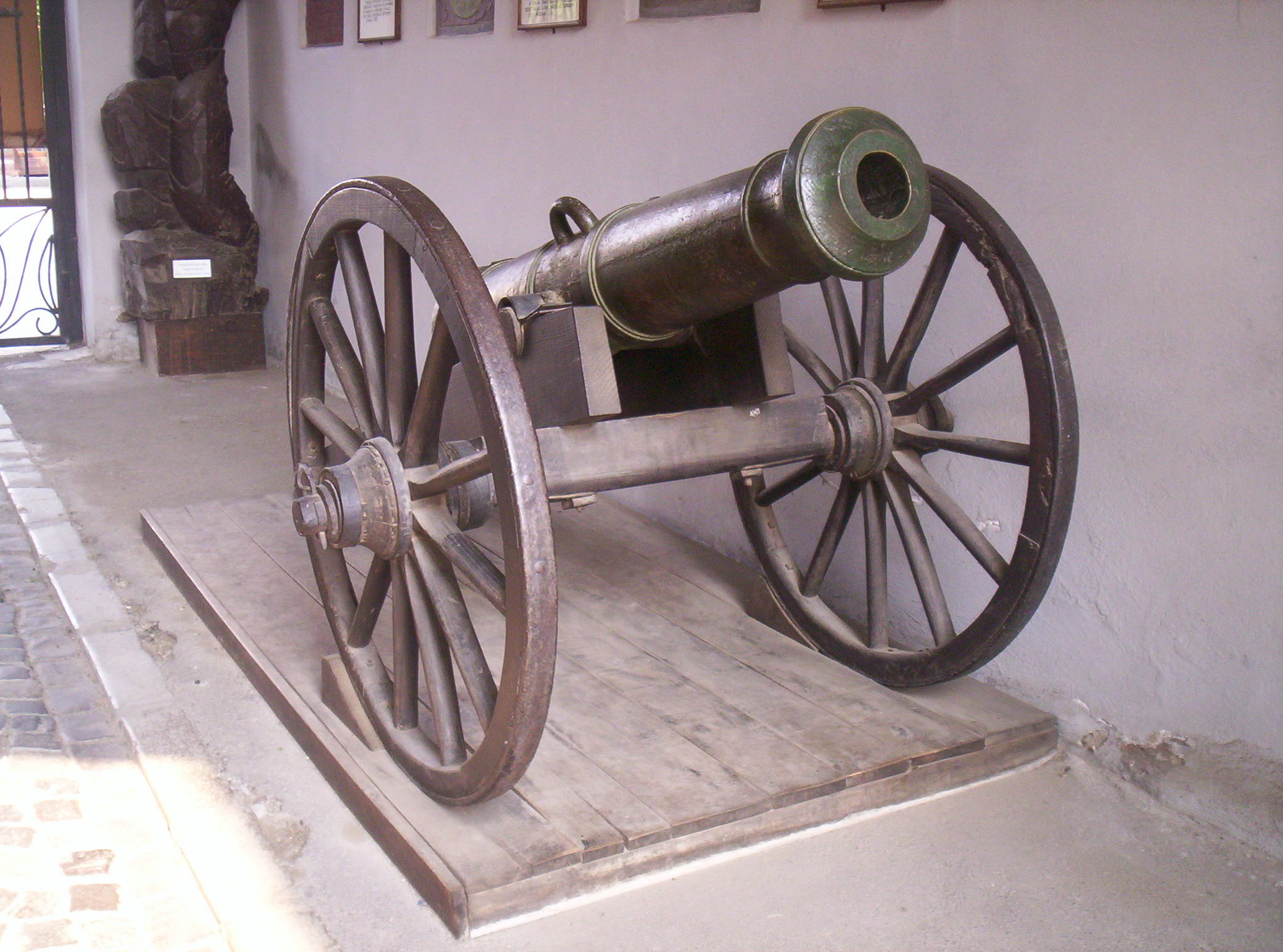
Gábor Áron műhelyében készült ágyúk egyetlen fennmaradt példányáról készült másolata a kézdivásárhelyi Céhtörténeti Múzeumban

A toborzás 1848. május 20-án kezdődött, és meglehetősen döcögősen haladt. Május 30-án készült el a zászlóaljak alakuló helyét tudató közlemény, a toborzási utasítást pedig csak június 6-án adták ki a hatóságoknak (közben a Délvidéken az elmérgesedett helyzet már halálos áldozatokat is követelt). Egyre világosabbá vált, hogy a 10 új, szerveződő zászlóalj közelebb áll a sorkatonasághoz, mint a nemzetőrséghez. A május 16–17-i felhívások is egyértelművé tették, hogy az új sereg a reguláris katonasággal egyenlő szerepet fog játszani. Batthyánynak sikerült elfogadtatnia az Innsbruckba menekülő udvarral a honvédség felállítását; az uralkodó június 12-én szentesítette a szerbek elleni védőhadsereg, („Defensiv-Heer”) megalakítását. Az új fegyveres erő bonyolult közjogi helyzete miatt az elnevezéseket egy ideig nem tisztázták. A „honvéd” nevet (ami a Landwehr, tehát a német sorezredek tartalékos zászlóaljai nevének tükörfordítása) először Kisfaludy Károly használta Az élet korai c. versében, majd Kossuth május 23-án egy felhívásban. Baldacci Manó szintén a honvédsereghez történő kinevezéseket terjesztett fel a miniszterelnöknek, így június elejétől a kormányhatóságok, júliustól pedig a törvényhatóságok is ezt az elnevezést használták. István nádor nem lelkesedett az új sereg ötletéért, így a kinevezéseket „az uralkodó utólagos jóváhagyásának reményében” írta alá (ez később a kinevezések bevett formulája lett).
Toborzásra a következő városokat jelölték ki a zászlóaljak sorrendjében:
- 1–2. Pest és Buda
- 3. Szeged
- 4. Pozsony
- 5. Győr
- 6. Veszprém
- 7. Szombathely
- 8. Pécs
- 9. Kassa
- 10. Debrecen

Erdélyben csak a nyár közepén kezdődött meg a toborzás, mert az uniót csak június 10-én ratifikálta V. Ferdinánd király. Négy zászlóalj helyett azonban csak kettő állt fel (a 11. kolozsvári és a 12. marosvásárhelyi). Gondokat okozott, hogy a kijelölt városok közül nem mindegyikben volt hadfogadó parancsnokság, máshol nem volt elegendő pénz. A sereg felszerelésénél is javarészt a cs. kir. hadseregtől vett készleteket használták fel, fegyverzetük nagyobb része a budai és temesvári főhadparancsnokságok raktáraiból származott. A toborzás eltérő sikerrel folyt. Volt, ahol gyorsan betelt a zászlóaljnyi, 1094 fős létszám, de volt, ahol alig 500-an jelentkeztek. Ahol a keretlétszám feltöltődött, nem fogadtak további önkéntes jelentkezőt és másik toborzóhelyre sem szállították őket. Ennek ellenére augusztus közepére a zászlóaljak összlétszáma elérte a 9500 főt.
Társadalmi összetételükben szembetűnő az értelmiség nagy aránya. Ez a relatív túlsúly annyira meghatározó volt, hogy némely visszaemlékező szerint elérte a 30%-ot, ami azért egy hadseregben sajátos légkört teremthetett. Az újabb honvédzászlóaljak tiszti karának jelentős része közülük került ki. E 10 zászlóalj-törzstiszt mindegyike, a főtisztek 77%-a korábban a cs. kir. hadseregben szolgált.
A zászlóaljakat június második felében mozgósították, és a drávai, illetve délvidéki védvonal közelébe, de még kiképzésre alkalmas helyre vezényelték őket. A Délvidékre küldöttek tábora Szegeden, a Drávához küldötteké Nagykanizsán volt. A Szegedre érkező zászlóaljakat nem sokkal érkezésük után a frontvonalra vitték, ahol kiválóan teljesítettek, és a közvélemény bizalommal tekintett rájuk. Először a 2., 3., 5., 6., 9. és 10. zászlóalj érkeztek a bánsági és bácsi frontra, de hosszas össze-vissza menetelés után a 4. és 8. zászlóalj is ott kötött ki. A Drávához vezényelt csapatok közül az 1. zászlóalj már júliusban megérkezett Nagykanizsára, a 7. zászlóalj csak a horvát invázió előtti utolsó napokban.

#### Újabb toborzások és a gyaloghadsereg egységesítése
Szeptember 13-án Batthyány újabb toborzást rendelt el. Az újabb csapatokat a hadfogadó parancsnokságoknak ugyan Pestre, Pécsre, Debrecenbe és Szegedre kellett volna szállítaniuk, de ez a miniszterelnök szeptember 20-án kelt rendeletében már másképpen szerepelt, hiszen Pécset a horvát betörés már közvetlenül fenyegette. A szeptember 13-a és 20-a közötti héten a kormányzat fokozatosan letett a honvédsereg újoncozásának önkéntes jellegéről, és az alakulatokat innentől sorozással állították föl. A tisztikart 24-én nevezték ki, a megyei gyülekező helyeket 27-én állapították meg. Ez az újabb újoncozás 16 zászlóaljról (15–30.), 24 000 főről szólt. Batthyány eközben már 26-án utasította a törvényhatóságokat újabb 42 500 újonc kiállítására.
Az október–novemberi sorozás eredményeként a honvédzászlóaljak száma 66-ra emelkedett, de ezek egy része a mozgó nemzetőrség (14., 18., 46., 47., 48., 51., 60., 66.) vagy különböző szabadcsapatok (Zrínyi-csapat – 35.zászlóalj; Woroniecki-vadászcsapat – 38. zászlóalj; Hunyadi-csapat – 50. zászlóalj; Bocskai-csapat – 52–53. zászlóalj; bár az 53. zászlóalj később alakult meg) katonáiból állt. A honvédzászlóaljak számát fokozatosan gyarapították tovább a mozgó nemzetőrség átalakuló egységei és az újabb honvédzászlóaljak. Bem Észak-Erdély visszafoglalása után a székely határőrezredekből állította ki a 76–86. honvédzászlóaljat, és egész Erdély területén újoncozást rendelt el. Kossuth 1849. április 22-én törvényjavaslatot nyújtott be 50.000 főnyi újabb újoncozásról, amelyet a képviselőház április 24-én el is fogadott. Ekkor került sor a 92–103. honvédzászlóaljak sorozására. A 107–122. sorszámot a sorezredi gyalogság magyar oldalon harcoló alakulatai kapták, amelyek csak 1849 júniusának végén olvadtak be szervezetileg a honvédségbe. A kiosztott legmagasabb sorszám a 148. volt, de valójában máig nem tudjuk pontosan, ez mennyi katonát is jelentett valójában. Klapka György a komáromi kitörése után megkezdett újoncozással négy zászlóaljat alakított, 201–204. sorszámmal. A reguláris csapatok közé tartoztak még a határvéd- vagy tartalék zászlóaljak, melyekből elvben 10, gyakorlatilag 6 működött az 1849. április 10-én elrendelt felállításuk után.

### Magyar oldalon harcoló cs. kir. alakulatok
Az áprilisi törvények értelmében a magyar kormányzat rendelkezett az ország területén álló cs.-kir. hadsereghez tartozó katonai alakulatokkal. Noha egyes császárhű tisztek illetve alakulatok vonakodtak is engedelmeskedni (pl. Arad várparancsnoka, Berger nem engedte be a várba a tiszántúli nemzetőröket), az udvarral a viszony hivatalosan jó volt. 1848 tavaszán a birodalom csapatainak jó része az olasz fronton állomásozott, ezért rengeteg magyar alakulat volt határainkon kívül, miközben ezzel párhuzamosan számos külföldi sorozású csapat állomásozott nálunk.

#### Gyalogság
A 45, magyarországi és erdélyi sorozású sorezredi zászlóaljból és 5 gránátoszászlóaljból mindössze 25 sorgyalog és 2 gránátoszászlóalj tartózkodott itthon. Mellettük 16 sorezredi, 1 gránátos és 1 helyőrségi zászlóaljat találunk az országban. Magyarország nemzetiségei közül igazából csak a szlovákok harcoltak a magyar oldalon (a szabadságharc teljes időtartama alatt tucatnyi honvédzászlóalj került szinte teljesen szlovák legénység által feltöltésre, míg császári oldalon mindössze egy önkéntes "szlovák" légió került megszervezésre), így a 25 sorezredi zászlóaljból 6, a 2 gránátos zászlóalj közül az egyik szerb, román vagy horvát nemzetiségűekből állott; további 4 zászlóalj legénysége vegyes volt. 1848 nyarán sikerült hazavezényelni 5 további zászlóaljat, de ezek közül az egyik októberben Arad és Temesvár őrségéhez csatlakozott. Az országból 1848 tavaszán sikerült elvezényeltetni a magyarországi sorozású, de horvát nemzetiségű 53. sorezred 3 zászlóalját, nyáron a galíciai 9. sorezred egy, és 12. sorezred 3 zászlóalját, ősszel pedig az olasz 23. sorezred 2 zászlóalját. A helyzet azonban a határőr ezredeknél volt igazán súlyos: a horvátországi részen lévő 8, a szerémségi 3, bánsági 3 és erdélyi 4 határőr ezredből mindössze az erdélyi állomásozású 1. és 2. székely ezred maradt hű a szabadságharc ügyéhez. A helyzet valamivel szerencsésebb volt abból a szempontból, hogy a nem magyar nemzetiségű katonákból álló ezredek 1. és 2., tehát jobbik zászlóaljaiból 22 nem itthon tartózkodott (többnyire Itáliában). Az udvarral történt októberi szakítás (1848. október 3.) után teljesen csak 20 sorgyalog és egy gránátos zászlóalj csatlakozott a magyarokhoz. A 62. gyalogezredből egy és egy csonka zászlóalj, illetve a 61. gyalogezredből szintén egy csonka zászlóalj (ezeket később összevonták), illetve az olasz legénységű 16. sorezred két zászlóalja, amiből azonban az egyik nagy része a szerbekhez dezertált. Összesen tehát: 23 sorgyalog, 1 gránátos, és a székely határőr ezredek által kiállított 11 határőr zászlóalj.

#### Lovasság
A lovasságnál nehézlovassági alakulatok (vértesek, dragonyosok) csatlakozása a szabadságharc hadseregéhez – magyar legénység híján – szóba sem jöhetett, viszont a könnyűlovasság 23 ezredéből 12-t adó, kizárólag magyarországi sorozású huszárezredek értelemszerűen nagy számban csatlakoztak (vagy csatlakoztak volna). Ulánus (dzsidás) vagy svalizsér (könnyűlovas) csapatok nem rendelkeztek magyar nemzetiségű katonákkal, ennek ellenére magyar oldalon harcolt a lengyel légió(k) hét század ulánusa (4 század, azaz egy fél ezred Wysoczki, 3 század Bem légiójában), illetve a 7. (Kress) svalizsérezred egy százada az olasz légióban (korábban erdélyi parancsnokok alatt szolgáltak).
1848 tavaszán a huszárság mintegy harmada, négy ezred (1., 2., 3., 11.) volt Magyarországon és Erdélyben 32 lovasszázaddal, emellett 12 más nemzetiségű lovasezred nehézlovas és könnyűlovas alakulatainak 78 századát találjuk itthon. A 11. (Székely) huszárezred kettészakadt, két román legénységű százada a császári, a maradék hat század magyar oldalon harcolt. Nyáron törvényes úton került haza a 4. (Sándor) huszárezred hat, a 6. (Württemberg) huszárezred hét, 10. (Vilmos) huszárezred négy százada, illetve a 9. (Miklós) huszárezred egésze. A 6. huszárezred egy további százada – a Lenkey-század – 1848 május végén Galíciából hazaszökött. 1848 szeptemberével azonban a hazajutás törvényes keretei megszűntek, de ez nem jelentette, hogy több huszár ne tért volna haza.

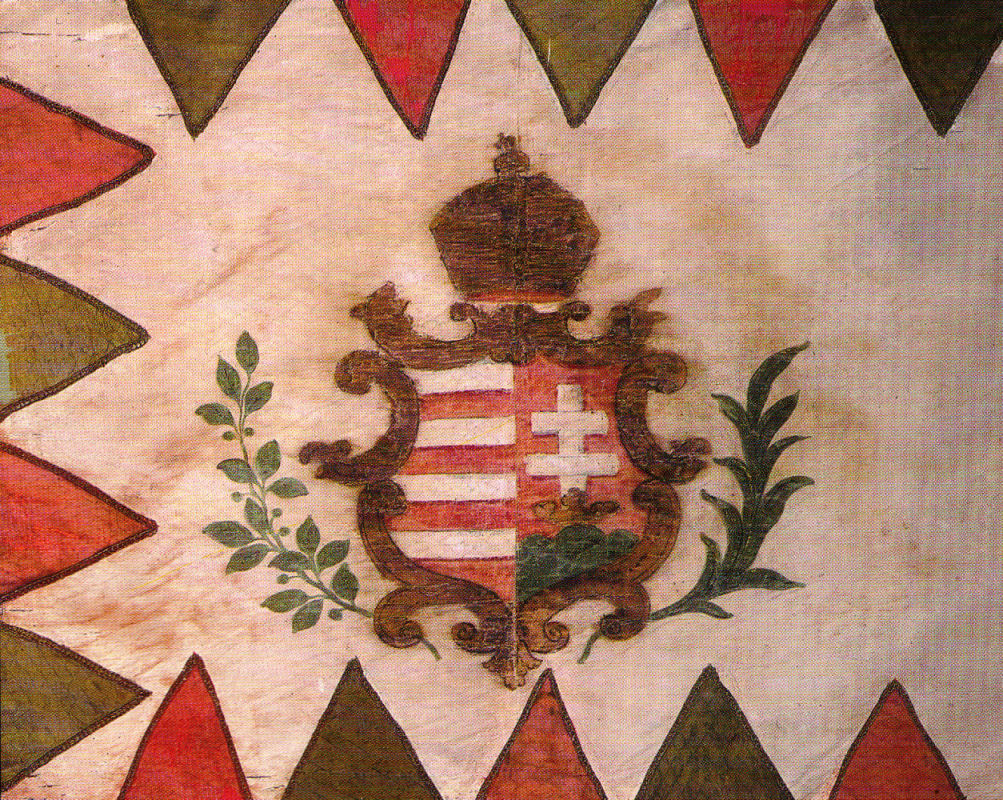
A 10. (Vilmos) huszárezred zászlója

1848 szeptemberében hazaszökött Grazból a 4. (Sándor) huszárezred ezredesi osztálya két századdal.
A Galíciában állomásozó 8. (Coburg) és 10. (Vilmos) huszárezred katonái is fokozatosan igyekeztek hazatérni.
A 8. (Coburg) huszárezrednél külön figyelmet érdemel, hogy többségében szlovák legénységű volt. 1848 októberében a 8. (Coburg) huszárezred 2. őrnagyi osztályának 2. százada ugyan elindult haza, de nemsokára cs. kir. csapatok fogságába esett. Az őrnagyi osztály 1. százada sikeresen hazatért. Az első őrnagyi osztály 1. százada és egy osztag november során érkeztek meg, nem sokkal később egy újabb 110 fős század, majd egy 37 fős társaság, de sokan szöktek haza egyesével vagy kisebb csoportokban. William Friedrich von Hammerstein, galíciai főhadparancsnok és lovassági tábornok belátta, hogy a szökésekkel nem tud mit kezdeni, és a maradék 64 főt lefegyverezve a magyar határig kísértette.
A 10. (Vilmos) huszárezred fele, két osztálynyi huszár maradt még Galíciában. A szökések itt is októberben kezdődtek, de komoly veszteségekkel jártak. Az ezredesi osztály 1. századának 50 huszárja október közepén szökött meg, de 14 főt vesztettek a hazaúton. Az alezredesi osztály 1. százada is megszökött október folyamán, de az üldözésükre küldött sorgyalogsággal szemben több mint felük fogságba esett, és 83-an értek haza. Szintén még októberben megindult az alezredesi osztály 2. százada is, amelyből 119 fő meg is érkezett.
A 12. huszárezred hazaengedését még 1848 májusában jóváhagyta a cs. kir. hadügyminisztérium, de Windisch-Grätz csehországi főhadparancsnok visszatartotta az ezredet, és be is vetette őket a nyár folyamán a textilmunkások lázadásánál és a prágai forradalom leverésében. Október 4-én megszökött először 58 huszár, amiért október 8-án kihirdették a statáriumot. Ennek ellenére 11-én a 2. őrnagyi osztály hazaindult, és noha összecsaptak az üldöző cs. kir. csapatokkal, mindössze 3 huszár esett el az éjszakai harcban. Az alezredesi osztály 128 huszárja megszökött, és Poroszországba indult, de a porosz hatóságok őrizetbe vették őket. Az utolsó szökések 1849 júniusában történtek ennél az ezrednél, mikor az egységet Ausztrián át Itáliába vezényelték; ekkor az 1. őrnagyi osztály egyik százada szökött meg, de valamennyien fogságba kerültek vagy elestek. Megszökött még az alezredes osztály 1. százada, amelyet szintén elfogtak vagy megöltek a császári csapatok.
Összesen tehát 6 teljes huszárezredet és 5 további részeit örökölte a magyar hadsereg a Habsburg birodalomtól.
A már meglévő, 12 régi huszárezred mellé a magyar kormány 6 újonnan toborzott honvéd huszárezredet is felállított. Ezek a 13. Hunyadi, a 14. Lehel vezér, a 15. Mátyás király, a 16. Károlyi István, a 17. Bocskai István és a 18. Attila huszárezred lettek. Szervezeti rendjük a meglévőkhöz igazodott, azonban egyenruhájukon több újítást, egyszerűsítést eszközöltek. Részben a ruhaanyaghiány, részben a honvédsereggel való közös megjelenés miatt, az új ezredek rendfokozati jelzései is a honvédseregben alkalmazottak lettek. A legutolsó századokat még 1849 nyarán állították fel, harcértékük azonban már kérdéses volt. A fegyverletételt követően a huszárezredeket a császár újraszerveztette és be- illetve visszaolvasztotta a császári hadseregbe, állomáshelyeiket az országon kívülre helyeztette (ismét 12 ezredbe, új egyenruhában, új fegyverzettel, új szervezeti renddel).

##### Huszárezredek felállítása a gyakorlatban
A huszárezredek felállításának gyakorlati nehézségeiről Eötvös Károly Utazás a Balaton körül c. könyvében ad leírást: „Negyvennégy mesterembernek kell hetekig dolgozni, míg a legénynek huszárformát adnak. És tizenhat mesterembernek kell hetekig dolgozni, míg a lónak huszárló formája lesz. Meddig kell még aztán a lónak és legénynek tanulni, míg a kettőből egy huszár lesz.” Eötvös korabeli szájhagyományt rögzítő leírása szerint, amikor Jellasic serege elérte Kanizsát, a magyar kormány egy huszárezred sürgős felállításáról döntött. A szükséges lóállomány előteremtésére Mészáros hadügyminiszter magához kérette az ismert gazdag, zsidó lókereskedőt, Brachfeld Arnoldot, 900 huszárló sürgős, 8 napon belüli előállítására. A lehetetlenül rövid határidő ellenére Brachfeld az országot behálózó zsidó lókereskedők gyors akcióba szervezésével 4 napon belül leszállította a 900 lovat pesti Károly-kaszárnya udvarára. A Mészáros által előre megszabott 100 forintos lovankénti vételár kiegyenlítésére az átvevő Krein ezredes állított ki utalványt, melyet végül az időközben a kormánnyal Debrecenbe menekült Duschek pénzügyminiszter személyesen fizetett ki Brachfeldnek készpénzben.

#### Tüzérség
A magyar hadsereg szervezői hamar rájöttek, hogy igazi hadsereget nem lehet tüzérség nélkül elképzelni; erre a Reform című hetilapban egy tüzér altiszt, Mack József hívta fel a figyelmet. A cs. kir tüzérség tervezett bővítésében nem szerepeltek magyarországi kiállítású csapatok, ezért javasolta egy 1500 főt számláló, 100 löveg kiszolgálására alkalmas tüzéralakulat felállítását. Az ötlet heves vitát váltott ki, és a kérdésre irányította a politikai és katonai vezetők figyelmét. A tüzérség megszervezését nemzetőrségi kereteken belül, Pesten végezték, a legénységbe önként lehetett jelentkezni.
Magyarország területéről nem állítottak ki tüzéralakulatokat, így csupán a Budán állomásozó, cseh legénységű 5. tüzérezredre lehetett számítani. Az 1848. őszi események hatására az ezred nagyobbik része hadifogságba került, nagyjából a legénység harmada pedig megmaradt alakulatánál. A tüzérezreddel 60 ágyút is örökölt a magyar hadsereg a cs. kir. alakulatoktól.

### Egyéb csapatok

#### Lengyel légió
Az egyetlen nép, amelyik rokonszenvén túl viszonylag jelentősebb katonai segítséget is nyújtott a magyar szabadságharc ügyének, a lengyel volt. A lengyel–magyar barátság jegyében érkezett hozzánk például Bem József, Henryk Dembiński és Wysocki József is, hogy csak a jelentősebbeket említsük. A lengyel légió még 1848 őszén alakult meg, a Bem és Wysoczki közti ellentétek miatt azonban Bem egy „saját” légiót is szervezett. 1849 nyarára már nem is egy, hanem valójában ez a két lengyel légió harcolt a magyar seregekkel, az egyik a felső-magyarországi hadszíntéren, a másik Erdélyben.
A lengyel légióban mindhárom fegyvernemet megtalálhatjuk. Wysoczki légiója 3 gyalogos zászlóaljból, 2 két-két százados ulánusezredből (azaz egy fél ulánusezredből) és két félütegből állt. E lengyel csapatok jól szerepeltek Arad ostrománál, a felső-magyarországi harcokban és az 1849. március 5-i szolnoki ütközetben is. A Bem szervezte légió két gyalogos zászlóaljból és 3 ulánusszázadból állt. Mindkettő soraiban jelentős számú önkéntes és emigráns is küzdött.

#### Bécsi és német légió
Külföldiekből álló harci alakulatok először a németségből szerveződtek a szabadságharcban. Elsőként a bécsi önkéntesek érkeztek meg, három csoportban. A 470 főt számláló első csoport 1848. szeptember 14-én érkezett meg Pestre, majd néhány nappal később további 116 fő, ők nagyrészt a Zrínyi-szabadcsapatba álltak be. A második, 160 fős csoport – az Akadémiai Légió tagjai – szeptember 25-én érkezett Pozsonyba, és a hónap végén csatlakoztak Móga seregeihez. Később ebből a 160 főből alakult meg a bécsi légió, amely teljesen független volt a némettől. Az erdélyi hadszíntéren harcoltak, s 1849 májusában mindannyiukat tisztté léptették elő a német légió 2 hiányos zászlóaljából szervezett 126. honvédzászlóalj élére.
1848. november 6-án Peter Giron felhívást jelentetett meg, amelyben egy légió felállítását hirdette a magyarországi német ajkúak számára "akik a szabadságáért küzdő Magyarország ügyét magukénak tekintik". Számítva a lakosság többségét adó németekre, Kossuth Sopront jelölte ki a légió felállításának színhelyéül. November 30-án aláírta a szervezést szabályozó rendeletet, mely szerint a harc végéig szolgálatot vállaló személyi állományt csak a hadszolgálatra nem kötelezhetőek közül lehet toborozni. A légionisták elvben a honvédekkel azonos jogi és finanszírozási elbánásban részesültek, és a külföldiek a harc után magyar állampolgárságot kaphattak. Ezt a rendelkezést azonban nemigen tartották be, és ez bonyodalmak egész sorát idézte elő.
December elejére Sopronban felállt az 1. század, majd Giron Pesten nekiállt a 2. század toborzásának. A sikeres toborzás hatására Kossuth engedélyezte a toborzást az ország teljes területén, de ismételten csak a "külföldiek közül". A toborzás ekkor főként a Dunántúl és a Felvidék német többségű városaira terjedt ki. Ennek hatására a toborzottak között a többség magyarországi német, sőt szlovák volt, akik között számos hadköteles is előfordult. A légió sorsa a kezdeti sikerek után azonban rosszul folytatódott: december közepén ugyan Giron Sopronba indult a 2. századdal, de mielőtt megérkeztek volna, az 1. század harcba keveredett Petrichevich-Horváth cs. kir. ezredes hadoszlopával, s a rendben visszavonuló Stréter-különítménytől eltérően a légionisták rendezetlenül menekültek Győrig, ahol sikerült összevonni a légió 227 főnyi legénységét. A légiót ezt követően Görgey Kornél őrnagy dandárjába osztották be, és egy újabb vesztes ütközetben vettek részt, december 28-án Bábolnánál. A harc során Giron megsérült, és elhagyta alakulatát, ami a Balmazújvárosban gyülekező tartalékhoz került.
Giron később Nagyváradra utazott, és 1849. január 23-tól ott volt a légió szervezésének központja. Itt bő egy hónap alatt felállított további 4 századot, ezzel zászlóaljjá szaporítva alakulatát. Márciusban már a 2. zászlóalj szervezéséhez fogott hozzá, azonban ehhez már több magyar és osztrák hadifogoly is csatlakozott a magasabb zsold reményében. Mivel ebből semmi sem lett, ezért ez a legénység körében elégedetlenséget szült.
Az első zászlóalj Nagyváradon felállított századait Erdélyben vetették be. A 3. század Weber őrnagy vezetésével február közepén indult útnak, és március 5-én Soborsinnál ki is tüntette magát, mikor Csutak őrnagy sikerrel akadályozta meg a császáriak átkelését a Maroson. Az 5. és 6. század májusban érkezett meg az ekkor már Brádon állomásozó 3. századhoz, és együtt vettek részt Hatvani Imre második abrudbányai támadásában. A katasztrofális vereség során a három század gyakorlatilag megsemmisült, mindössze 134 fő menekült meg. A 4. és 7. század is román felkelők ellen harcolt, és május 19-én érkeztek meg Bánffyhunyadra.
Eközben Nagyváradon Stein Miksa ezredes a hadügyminisztérium táborkari osztályának főnöke visszaéléseket és szabálytalanságokat jelentett Kossuthnak április 25-én, és javasolta a toborzás leállítását. Kossuth május 17-én utasította a hadügyminisztériumot a toborzás megtiltására, noha májusban Giron már a 3. zászlóaljat szervezte Pesten, s 600 embert toborzott. Giront hadbírósági eljárás alá vonták, s a toborzás körül tapasztalt visszaélések mellett azt is vizsgálták, hogy miért nem vett részt Bábolna után a légió harcaiban. Május 24-én August Thomstorff őrnagy került a 3. zászlóalj élére; a mecklenburgi születésű cs. kir törzstiszt több ütközetben is bizonyította rátermettségét.
Ezután Pesten összevonták a 2. és 3. zászlóaljat, tisztjeikként a bécsi légió túlélő tagjait, vezetőül a már említett August Thomstorffot kapták. Kossuth június 25-én engedélyezte Inczédy alezredesnek az Erdélyben megmaradt 3 század honvédek közé való besorolását, s ezzel a légió megkérdőjelezhetetlenül feloszlott, noha még létezett a VII. hadtestből elkülönített Görgey Ármin vezérelte hadoszlopban két század német légiós. Giron nem tudta elérni a légió alakulatainak egy egységbe való összevonását, sem a lengyel légióba való betagozódását, ezért lemondott alezredesi rangjáról, és az elbocsátását kérte a honvédségtől, amit július 23-án engedélyeztek is. Ennek ellenére Giron a Világosi fegyverletétel után hadifogságba esett és a cs. kir. hadbíróság halálra ítélte, majd 1849. október 20-án az Újépület mellett, Pesten végezték ki.

#### Olasz légió

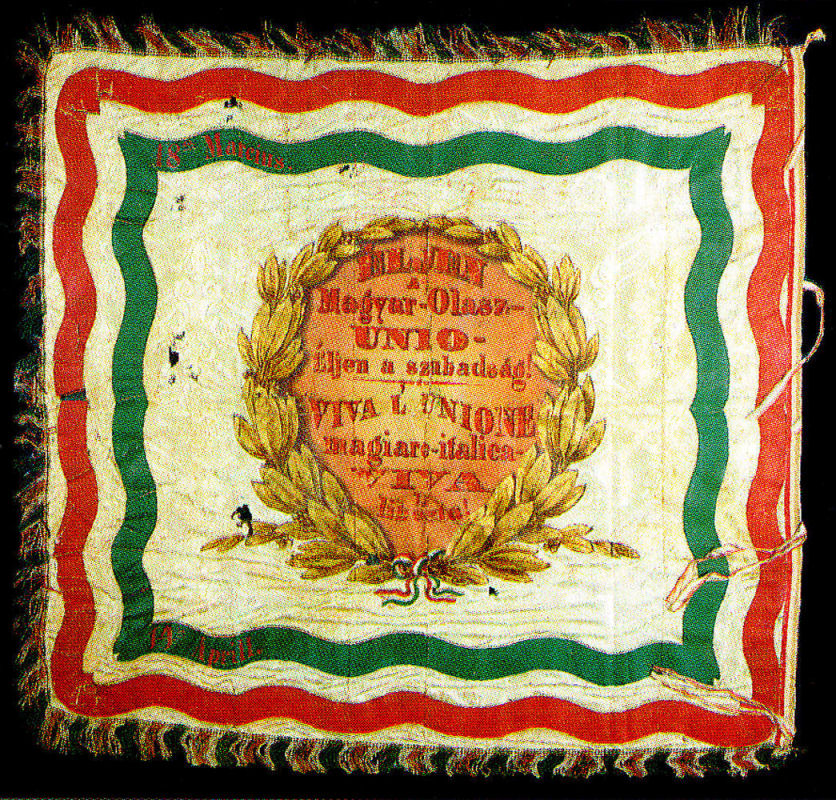
Az Olasz légió zászlója 1849-ben

Az olaszok egy része lojálisan állt a magyar szabadságharc ügyéhez, hiszen a közös ellenség ezekben az időkben Ausztria volt. Magyarország azonban nem rendelkezett állami önállósággal a diplomáciai kapcsolatok szorosabbra fűzéséhez, és a Magyar–olasz viszonyt terhelte, hogy a magyarok megszavazták az olaszországi háborúba az újoncokat.
Az első magyar oldalon harcoló olasz alakulatok a 16. (Zanini) gyalogezred századai és a Frangepán-csapat voltak. A Frangepán-csapat 1848 októberében jött létre a 23. (Ceccopieri) gyalogezred magyar oldalra állt katonáiból, de az egység nem túl fényes karrierjét már 1849 februárjában Lipótvár ostrománál befejezte a kapitulálásnál.
A légió 1849 márciusában alakult, gyalogságát a már említett 16. (Zanini) gyalogezred századai adták, ezt kiegészítették a Magyarországon fogva tartott olasz politikai foglyokkal és a tavaszi hadjáratban magyar fogságba került olasz nemzetiségű katonákkal. Lovasságát a 7. (Kress) svalizsérezred 1848 őszén fogságba esett, majd magyar oldalon harcoló századnyi katonája adta. A légió teljes létszáma 1848 júniusában egy 6 és egy 4 százados zászlóaljból, 2 vadászszázadból és egy svalizsérszázadból állt. Az erdélyi harcok során többször is kitüntették magukat, szintúgy az augusztusi visszavonulás során is. Parancsnokuk a piemonti-szárd kormány küldöttje, Alessandro Monti ezredes volt.
Olasz katonái az osztrák hadseregnek is voltak, főleg itáliai sorozott újoncok, akik nagyobb számban álltak, mint a honvédsereg olasz önkéntesei. Olasz egységek harcoltak Buda védelmében Heinrich Hentzi generális mellett.

## Parancsnokság

### Főparancsnokok listája
A honvédsereg legfelsőbb parancsnokaként kinevezi a fővezért, aki a csapatok tényleges parancsnoka.
| #  | Portré | Főparancsnok                                                                                | Hivatal kezdete      | Hivatal vége        |
| -- | ------ | ------------------------------------------------------------------------------------------- | -------------------- | ------------------- |
| 1. |        | gróf németújvári Batthyány Lajos, Magyarország miniszterelnöke (1807–1849)                  | 1848. szeptember 15. | 1848. október 2.    |
| 2. |        | udvardi és kossuthfalvi Kossuth Lajos, Az Országos Honvédelmi Bizottmány elnöke (1802–1894) | 1848. október 2.     | 1849. április 14.   |
| 2. |        | udvardi és kossuthfalvi Kossuth Lajos A Magyar Állam kormányzó-elnöke (1802–1894)           | 1849. április 14.    | 1849. augusztus 11. |
| 3. |        | görgői és toporci Görgei Artúr altábornagy (1818–1916)                                      | 1849. augusztus 11.  | 1849. augusztus 13. |

### Fővezérek listája
A fővezért a főparancsnok nevezi ki megszabott hivatali idő nélkül, bármikor elbocsátható. Ő a közvetlen parancsnoka és tényleges irányítója a honvédseregnek.
| #    | Portré | Fővezér                                                                        | Hivatal kezdete      | Hivatal vége         | Felettese                                              |
| ---- | ------ | ------------------------------------------------------------------------------ | -------------------- | -------------------- | ------------------------------------------------------ |
| 1.   |        | Ő császári és királyi felsége Habsburg–Lotaringiai István főherceg (1817–1867) | 1848. szeptember 15. | 1848. szeptember 22. | Batthyány Lajos mint miniszterelnök                    |
| 2.   |        | brotzkai Móga János altábornagy (1784–1861)                                    | 1848. szeptember 22. | 1848. november 1.    | Kossuth Lajos mint az OHB elnöke                       |
| 3.   |        | görgői és toporci Görgei Artúr altábornagy (1818–1916)                         | 1848. november 1.    | 1849. február        | Kossuth Lajos mint az OHB elnöke                       |
| 4.   |        | gróf Dembinszky Henrik altábornagy (1791–1864)                                 | 1849. február        | 1849. március 8.     | Kossuth Lajos mint az OHB elnöke                       |
| 5.   |        | doggenfeldi Vetter Antal altábornagy (1803–1882)                               | 1849. március 8.     | 1849. március 31.    | Kossuth Lajos mint az OHB elnöke                       |
| (3.) |        | görgői és toporci Görgei Artúr altábornagy (1818–1916)                         | 1849. március 31.    | 1849. július 1.      | Kossuth Lajos mint az OHB elnöke, majd kormányzó-elnök |
| 6.   |        | pacséri Mészáros Lázár altábornagy (1796–1858)                                 | 1849. július 1.      | 1849. július 26.     | Kossuth Lajos mint kormányzó-elnök                     |
| (4.) |        | gróf Dembinszky Henrik altábornagy (1791–1864)                                 | 1849. július 26.     | 1849. augusztus 9.   | Kossuth Lajos mint kormányzó-elnök                     |
| 7.   |        | Bem József altábornagy (1794–1850)                                             | 1849. augusztus 9.   | 1849. augusztus 11.  | Kossuth Lajos mint kormányzó-elnök                     |
| (3.) |        | görgői és toporci Görgei Artúr altábornagy (1818–1916)                         | 1849. augusztus 11.  | 1849. augusztus 13.  | Önmaga mint dictator                                   |

### Hadügyminiszterek listája
| #                                              | Portré                          | Fővezér                                                             | Hivatal kezdete            | Hivatal vége               | Miniszterelnök   |
| ---------------------------------------------- | ------------------------------- | ------------------------------------------------------------------- | -------------------------- | -------------------------- | ---------------- |
| 1.                                             |                                 | gróf németújvári Batthyány Lajos (1807–1849)                        | 1848. március 17.          | 1848. május 23.            | Batthyány Lajos  |
| 1.                                             | kehidai Deák Ferenc (1803–1876) |                                                                     | 1848. március 17.          | 1848. május 23.            | Batthyány Lajos  |
| 2.                                             |                                 | pacséri Mészáros Lázár altábornagy (1796–1858)                      | 1848. május 23.            | 1849. április 14.          | Batthyány Lajos  |
| 2.                                             | Kossuth Lajos                   | pacséri Mészáros Lázár altábornagy (1796–1858)                      | 1848. május 23.            | 1849. április 14.          |                  |
| (2.)                                           |                                 | Ideiglenesen pacséri Mészáros Lázár altábornagy (1796–1858)         | 1849. április 14.          | 1849. április 28.          | Szemere Bertalan |
| 3.                                             |                                 | Ideiglenesen Damjanich János vezérőrnagy (1804–1849)                | 1849. április 28.          | 1849. április 28.          | Szemere Bertalan |
| (2.)                                           |                                 | Ideiglenesen pacséri Mészáros Lázár altábornagy (1796–1858)         | 1849. április 28.          | 1849. április 30./május 6. | Szemere Bertalan |
| –                                              |                                 | Görgei Artúrt helyettesíti Klapka György honvédtábornok (1820–1892) | 1849. április 30./május 6. | 1849. május 26.            | Szemere Bertalan |
| 4.                                             |                                 | görgői és toporci Görgei Artúr altábornagy (1818–1916)              | 1849. május 26.            | 1849. július 7.            | Szemere Bertalan |
| Üres 1849. július 7. – 1849. július 14.        |                                 |                                                                     |                            |                            |                  |
| 5.                                             |                                 | Aulich Lajos vezérőrnagy (1792–1849)                                | 1849. július 14.           | 1849. augusztus 11.        | Szemere Bertalan |
| Üres 1849. augusztus 11. – 1849. augusztus 13. |                                 |                                                                     |                            |                            |                  |

### A Császári és Királyi Hadsereg főparancsnoka
De jure a Magyar Királyság államfője az osztrák császár volt, így ő volt a magyarországi fegyveres erők főparancsnoka. Ily módon a szabadságharc alatt ő is kinevezett parancsnokokat a magyarországi seregek élére. A Császári és Királyi Hadsereg (mely alá tartozott hivatalosan a honvédsereg) főparancsnokai a szabadságharc alatt a következők voltak: 
| Portré                                         | Parancsnok                                             | Hivatal kezdete      | Hivatal vége         | Uralkodó         |
| ---------------------------------------------- | ------------------------------------------------------ | -------------------- | -------------------- | ---------------- |
|                                                | gróf Josip Jelačić Bužimski táborszernagy              | 1848. június 10.     | 1848. szeptember 25. | V. Ferdinánd     |
|                                                | gróf Lamberg Ferenc Fülöp altábornagy                  | 1848. szeptember 25. | 1848. szeptember 28. | V. Ferdinánd     |
| Üres 1848. szeptember 28. – 1848. október 3/4. |                                                        |                      |                      | V. Ferdinánd     |
|                                                | gróf Josip Jelačić Bužimski táborszernagy              | 1848. október 3/4.   | 1848. október 15.    | V. Ferdinánd     |
|                                                | herceg Alfred zu Windisch-Grätz tábornagy              | 1848. október 15.    | 1848. december 2.    | V. Ferdinánd     |
| 1848. december 2.                              | herceg Alfred zu Windisch-Grätz tábornagy              | 1849. április 12.    | I. Ferenc József     |                  |
|                                                | Ideiglenesen gróf Josip Jelačić Bužimski táborszernagy | 1849. április 12.    | 1849. április 13.    | I. Ferenc József |
|                                                | báró Ludwig von Welden táborszernagy                   | 1849. április 13.    | 1849. május 30.      | I. Ferenc József |
|                                                | báró Julius Jacob von Haynau táborszernagy             | 1849. május 30.      | 1849. október 4.     | I. Ferenc József |

## Hadszervezet
Az 1848–49-es szabadságharc egyik legnagyobb teljesítménye volt a magyar fél részéről a hadszervezés. A sebtében felállított, eltérő jogi állású, harcértékű és feladatkörű csapatokat folyamatos harc közben sikerült ütőképes, egységes sereggé kovácsolni. Ezt csak tovább nehezítette a sok front, ami miatt a hadsereg állandóan széttagolt volt. Mivel valójában magyar nyelvű katonai oktatás nem létezett ekkoriban – noha ez a követelés napirenden volt a reformországgyűléseken –, ezért az elnevezések körül is tucatnyi probléma tornyosult. A hadosztály, hadtest és hadsereg elnevezéseket a legkülönbözőbb méretű erőkre használták. 1848 őszének második felében felmerült az igénye egyfajta egységesítésnek, amit a télen szándékoztak végrehajtani. A decemberben meginduló téli hadjárat azonban ezt lehetetlenné tette, és csak a Tisza–Maros vonalra való visszahúzódás után, 1849 februárjában, a főhadszíntéren beálló ideiglenes hadműveleti szünet során kerülhetett rá sor. Ezt követően azonban nem szilárdultak meg a hadsereg strukturális viszonyai, már csak az állandó toborzások, és a jóformán hónapról hónapra változó hadi helyzet miatt sem. A hadtestek egy részét átszámozták és átszervezték. Később két új hadtestet is felállítottak: egy tartalék (X.) és egy felső-magyarországi (IX.) hadtestet. Ezen kívül számos alakulat sosem volt része a hadtestszervezeteknek; léteztek önálló hadosztályok, szabadcsapatok, stb., a várőrségek közül a komáromi önálló hadtest volt, a többi pedig hol egy hadtestparancsnok parancsnoksága alá tartozott, hol nem. Különleges a VII. hadtestről 1849 májusában adminisztratívan is elválasztott Kmety-hadosztály, amelyet július–augusztus során hadtestté szaporítottak, de külön számozást már nem kapott.
A honvédsereg alapvető katonai magasabb egysége a hadtest. Általánosságban 2-5 hadtest alkot egy hadsereget. Egy hadtest 2-5 hadosztályból áll. A jobb megkülönböztethetőség miatt a hadseregeket és a hadosztályokat arab, míg a hadtesteket római számokkal kell sorszámozni. Konkrétan a honvédsereg előírt szervezeti felépítése: Görgei Artúr hadügyminiszter rendelete alapján egy hadtest 3, 2 gyalogos és 1 lovas hadosztályból állt. 1 gyalogoshadosztályt 5 honvéd zászlóalj alkotott, 1 lovashadosztályt pedig 2 huszárezred. Így egy hadtest előírás szerint 10 honvéd zászlóaljból és 2 huszárezredből állt. Ténylegesen ez a szervezeti felépítés csak a Fő seregnél valósult meg.
Kormányzó:

Kossuth Lajos
Hadügyminiszter:

Mészáros Lázár altábornagy, Görgei Artúr altábornagy, Aulich Lajos vezérőrnagy
- Fegyverkezési főfelügyelő:

Lahner György vezérőrnagy
- Országos főhadparancsnok

Kiss Ernő altábornagy
Fővezér:

Habsburg–Lotaringiai István Ferenc Viktor főherceg nádor, Móga János altábornagy, Henryk Dembiński gróf altábornagy, Vetter Antal altábornagy, Görgei Artúr altábornagy, Mészáros Lázár altábornagy, Henryk Dembiński gróf altábornagy
Táborkar vezető:

Vetter Antal altábornagy, Maximilian Eugen von Stein báró ezredes
- Honvéd vadászezredek főfelügyelője:

Ormai (Auffenberg) Norbert báró ezredes
(1.) Fő sereg:

Móga János altábornagy, Henryk Dembiński gróf altábornagy, Vetter Antal altábornagy, Görgei Artúr altábornagy
- I. Felső-tiszai hadtest:

Pulszky Sándor ezredes, Mészáros Lázár altábornagy, Klapka György vezérőrnagy, Nagysándor József vezérőrnagy
- II. Drávai hadtest:

Perczel Mór vezérőrnagy, Répásy Mihály vezérőrnagy, Aulich Lajos vezérőrnagy, Asbóth Lajos ezredes, Kászonyi József ezredes
- III. Bánsági hadtest:

Kiss Ernő altábornagy, Damjanich János vezérőrnagy, Knezić Károly vezérőrnagy, Leiningen-Westerburg Károly Ágost gróf vezérőrnagy
- VII. Feldunai hadtest:

Móga János altábornagy, Görgei Artúr altábornagy, Gáspár András vezérőrnagy, Pöltenberg Ernő vezérőrnagy
(2.) Déli sereg:

Mészáros Lázár altábornagy, Vécsey Károly gróf vezérőrnagy, Vetter Antal altábornagy, Henryk Dembiński gróf altábornagy
- IV. Bácskai hadtest:

Bechtold Fülöp báró altábornagy, Mészáros Lázár altábornagy, Friedrich Eder vezérőrnagy, Bakonyi Sándor vezérőrnagy, Esterházy Sándor gróf vezérőrnagy, Vécsey Károly gróf vezérőrnagy, Perczel Mór vezérőrnagy, Hadik Gusztáv gróf ezredes, Guyon Richárd gróf vezérőrnagy
- V. Aradi hadtest:

Máriássy János ezredes, Gyulai Gaál Miklós vezérőrnagy, Vécsey Károly gróf vezérőrnagy
(3.) Erdélyi sereg:

Czetz János vezérőrnagy, Józef Bem altábornagy
- VI. Erdélyi hadtest:

Czetz János vezérőrnagy, Józef Bem altábornagy
- (a VII. Feldunai hadtestet lásd a (1.) Fő seregnél)
- VIII. Komáromi hadtest:

Majthényi István báró vezérőrnagy, Török Ignác vezérőrnagy, Lenkey János vezérőrnagy, Guyon Richárd gróf vezérőrnagy, Klapka György vezérőrnagy
(4.) Tiszai sereg:

Perczel Mór vezérőrnagy
- IX. Közép-tiszai hadtest:

Henryk Dembiński gróf altábornagy, Józef Wysocki vezérőrnagy Dessewffy Arisztid vezérőrnagy, Lázár Vilmos ezredes
- X. (I. tartalék) hadtest:

Perczel Mór vezérőrnagy
XI. (II. tartalék) hadtest:

Guyon Richárd gróf vezérőrnagy, Asbóth Lajos ezredes
XII. (III. tartalék) hadtest:

Kazinczy Lajos ezredes
15. hadosztály:

Kmety György vezérőrnagy
Megjegyzések
1. Az Erdélyi sereg és a VI. hadtest azonos. Ez volt a legerősebb hadtest, tényleges ereje messze-messze meghaladta egy hadtest kereteit.
2. A XI. és a XII. hadtestek hivatalosan már nem lettek megalakítva, de ténylegesen igen. Bár erejük nem érte el egy hadtest előírt erejét, de szervezetileg egynél több hadosztályból álltak.
3. Kmety György 15. hadosztálya a VII. Feldunai hadtestből vált ki és a szabadságharc jelentős részében hadtesteken kívül, önállóan működött.
4. A vezetők nevénél feltüntetett katonai rangok nem a parancsnoklásuk idején viselt rangok, hanem a szabadságharc alatt elért legmagasabb rangjuk, illetve az általuk vezetett katonai alakulat neve akkor még nem feltétlenül ezek voltak.